# Rinus Bennaars
Rinus Bennaars, właśc. Marinus Apolonia Bennaars (ur. 14 października 1931 w Bergen op Zoom, zm. 8 listopada 2021 tamże) – holenderski piłkarz grający na pozycji pomocnika. W swojej karierze rozegrał 15 meczów i strzelił 2 gole w reprezentacji Holandii.

## Kariera klubowa
Swoją karierę piłkarską rozpoczął w klubie DOSKO Bergen op Zoom. Zadebiutował w nim w 1950 roku. W 1958 roku odszedł do TSV NOAD z Tilburga. Z kolei w latach 1959–1964 grał w Feyenoordzie. Wraz z Feyenoordem wywalczył dwa tytuły mistrza Holandii w sezonach 1960/1961 i 1961/1962. W latach 1964–1966 występował w FC Dordrecht, w którym zakończył karierę.

## Kariera reprezentacyjna
W reprezentacji Holandii zadebiutował 25 listopada 1951 roku w przegranym 6:7 towarzyskim meczu z Belgią, rozegranym w Rotterdamie. W debiucie zdobył gola. W 1952 roku był w kadrze Holandii na igrzyska olimpijskie w Helsinkach. Od 1951 do 1963 roku rozegrał w kadrze narodowej 15 meczów i zdobył 2 bramki.